# 座敷童子

鳥取県境港市・水木しげるロードに設置されている「座敷童子」のブロンズ像。

座敷童子（ざしきわらし）は、主に岩手県に伝わる妖怪。座敷または蔵に住む神と言われ、家人に悪戯を働く、見た者には幸運が訪れる、家に富をもたらすなどの伝承がある。

## 概要
柳田國男の『遠野物語』や『石神問答』などでも知られ、『遠野物語』の17話・18話および『遠野物語拾遺』87話に「ザシキワラシ」または「座敷ワラシ」の表記で話が掲載されており、17話には「この神の宿りたまふ家は富貴自在なりといふことなり」「ザシキワラシは座敷童衆なり」と記述がある。近年では、座敷わらしに会える宿として岩手県の「緑風荘」「菅原別館」「わらべ」などがテレビ番組や雑誌に取り上げられることでも知られている（後述）。
一般的には、赤面垂髪の5、6歳くらいの小童というが、年恰好は住み着く家ごとに異なるともいい、下は3歳程度、上は15歳程度の例もある。髪はおかっぱ、またはざんぎり頭。性別は男女両方が見られ、男の子は絣か縞の黒っぽい着物を、女の子は赤いちゃんちゃんこや小袖、ときには振袖を着ているという。はっきりとした姿がわからないために、性別が不明な場合もあるという。男女2人など複数が家に住み着いていることもある。黒い獣のような姿、武士のような姿といった伝承もある。
悪戯好きで、小さな足跡を灰やさらし粉の上に残し、夜中に糸車を回す音を立てるともいわれ、奥座敷で御神楽のような音を立てて遊ぶことがある。また家人が一人で縫い物をしていたとき、隣の部屋で紙ががさがさする音や、鼻を鳴らす音がするので、板戸を空けると誰もいないなどの話が伝わっている。夜になると客人の布団の上にまたがったり枕を返したり、悪戯をして眠らせまいとするが、押さえようとしても力が強くて歯が立たないともいう。子供と一緒に遊んだりもする。
岩手では早池峰神社の座敷童子が、遠方から神社に参拝に来ていた者について別の土地へ行くという伝承がある。その土地の子供たちに、岩手のわらべ歌を教えたという伝説もある。。
青森県五戸町では家を新築する際、床下に金の玉を埋めておくと、座敷童子を呼ぶことができるという伝承がある。
姿は家の者以外には見えず、子供には見えても、大人には見えないとする説もある。子供たちの数を大人が数えると、本来の人数より1人多いが、大人には座敷童子がわからないので、誰が多いのかわからないといった話もある。こうした話は、文学上でもよくモチーフとなる。

## 家の盛衰との関連
最も特徴的な民間信仰として、座敷童子がいる家は栄え、座敷童子の去った家は衰退するということが挙げられる。こうした面から、座敷童子は福の神のようなもの、または家の盛衰を司る守護霊と見なされることもある。
『遠野物語』には、座敷童子が去った家の一家が食中毒で全滅した話や、岩手県土淵村（現・遠野市）大字飯豊（いいで）の資産家で、座敷童子を子供が弓矢で射たところ、座敷童子は家を去り、家運が傾いたという話が残されている。座敷童子の去った家が没落する話は、貧乏神が去った家が裕福になるという話と関連しているとの見方もある。
白い座敷童子は吉事の前触れであり、赤い童子（赤い顔、赤い服、赤い手桶を手にした童子）が目に見えるのは、童子が家を出て行くことによる凶事の前触れとの説もある。赤い服の童子を見たという家族一同が食中毒死した事例もある。

## 風習
座敷童子は奥座敷におり、その存在が家の趨勢に関ると言われるため、これを手厚く取り扱い、毎日膳を供える家もある。小豆飯が好物といわれることから、小豆飯を毎日供える家もあり、飯が食べられていないと家が衰退する前兆だともいう。座敷童子は狐持や犬神持に類似した構造を持つが、座敷童子の住んでいることを迷惑がらず、むしろ神として保護し、周囲の人間も座敷童子のいる家に対して一種畏敬の念を持って接する点が、それらとは異なる。
二戸市の一帯では、かつて亡くなったり間引かれた子の供養のために部屋の一画に子供部屋を作り、菓子や玩具を置いて祀ったというが、この風習が現在でも残っており、座敷童子を家に居つかせ福をもたらせ栄えさせようと、部屋の一画に子供が好む小部屋を作る風習もある。
『遠野物語』によれば、土淵村のある豪家には「座頭部屋」と呼ばれる奥まった小さな空間があり、昔は家に宴会があれば必ず座頭を呼んで待たせるのに用いたとあるが、文学研究者・三浦佑之はこれを「家の守護霊を祀る部屋だったのではないか」と推測している。

## 様々な座敷童子
座敷童子は「座敷童」「座敷童衆」「座敷ぼっこ」「御蔵ボッコ」「座敷小僧」「カラコワラシ」など、地方によって様々な呼び方がある。「座敷ぼっこ」の名で呼ばれるのは岩手の内陸部であり、宮沢賢治の著書でもこの名が用いられている。
座敷童子にも位があるとする地域や伝承も存在し、『十方庵遊歴雑記』には、岩手県江刺市（現・奥州市江刺区）稲瀬の座敷童子についての記述が見られ、家の土間にいる座敷童子を、「コメツキワラシ」「ノタバリコ」「ウスツキコ」などと言い、 奥座敷にいる色の白い最も綺麗な座敷童子を「チョウピラコ」と呼んでいる。これらの中には家の盛衰とは関係なく、家の中を動き回ったり物音を立てたりするだけの者もおり、単に気味の悪い存在とされることも少なくない。
蔓のように細長い手を出して人を招き、洪水、津波などの災禍を知らせるため、「細手（ほそで）」または「細手長手（ほそでながて）」と呼んでいる例もある。似た話に『貧しい男が薪を水中に投じると、龍宮に招かれ土産に醜いが福を招く童子「龍宮童子」を貰った』という話がある。 「クラワラシ」「クラボッコ」と呼ばれる、土蔵の中にいる座敷童子も存在する。
民俗学者・佐々木喜善の著書『ザシキワラシの話』によれば、前述の土淵村のある家ではマダの木（菩提樹のこと）に「カブキレワラシ」というものが棲んでおり、童子姿となって家の座敷に忍び込んで娘にいたずらしたり、赤い顔の姿でクルミの木の三つ又で遊んでいたという。マダの木の精霊とする解釈もある。
東北地方には座敷童子の伝承が多いにもかかわらず、秋田県のみは伝承が少ない。これは秋田の三吉鬼が、下等な妖怪を秋田に入れないためといわれている。

## 起源

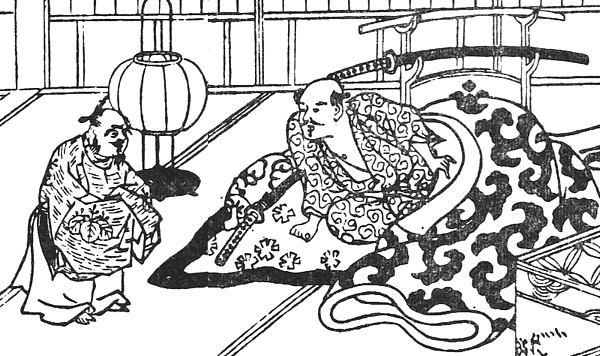
参考：上田秋成『雨月物語』より「貧富論」の銭の霊

前述の佐々木喜善は座敷童子のことを、圧殺されて家の中に埋葬された子供の霊ではないかと述べている。東北地方では間引きを「臼殺（うすごろ）」といって、口減らしのために間引く子を石臼の下敷きにして殺し、墓ではなく土間や台所などに埋める風習があったといい、こうした子供の霊が雨の日に縁側を震えながら歩いていたり、家を訪れた客を脅かしたりといった、座敷童子に似た行為が見られたともいう。特に、前述の「ノタバリコ」や「ウスツキワラシ」は座敷童子の中でも下等なものとされており、前者は内土間から這い出て座敷を這い回り、後者は臼を搗くような音をたてたりと、気味の悪い振る舞いをするといわれていることから、これらの座敷童子に、間引かれた子供の埋められた場所が土間や臼の下などであることが関連しているとの指摘もある。
このような間引きとの関連に加え、座敷童子のいる家が旧家であることや、村の外から訪れた六部（巡礼僧）を殺害した家が後に没落するという伝承と結び付けられて語られていることがあることから、座敷童子は村落共同体の暗部の象徴との指摘もある。
高橋貞子著『座敷わらしを見た人びと』によれば、座敷童子は大工や畳職人が、家の工事の際に気持ちよく仕事できなかったことに対する呪いから生じたとする話も残っており、木片を薄く剥いだ人形を柱と梁の間に挟みこむなどの呪法があったという。
河童を正体とする説も多く、淵に住む河童が近くの家に上がりこんで悪戯をするものが座敷童子だとする話や、河童が家に住み着いて座敷童子となった話などもある。
また、座敷童子が子供の姿なのは、仏教でいう護法童子（仏法を守る童子姿の鬼神）が童子（子供）の姿であるように、子供を神と人間を繋ぐものとする民間信仰に由来するという説、または子供の姿が神性を体現しているなどの説がある。
柳田國男は、高僧が天から呼んだ護法童子と同様、仏教や民間巫女の守護霊が、若葉の魂の清新さを尊重する信仰へとつながり、さらに神意を人間に伝えるため家の守護霊としての座敷童子信仰へとつながったとみている。柳田以降の民俗学でも、オクナイ様との繋がりや竜宮童子など異界から訪れる童子との関連などが論じられている。
また、民俗学者・小松和彦は文化人類学的視点から童子に注目し、村落における家の盛衰や富の移動の問題を取り上げ、座敷童子の属性はイズナ使いなどの動物霊としての憑き物とほとんど重複しているとし、精霊がついている家の共同体の優越性と劣等性を詳しく分析し、座敷童子を民俗社会内、特に旧家層における貧富の差と変動の説明原理としている。
上田秋成による江戸後期の読本『雨月物語』の「貧福論」で、陸奥国の武士の家に銭の霊が小さな翁で現れて「黄金の精霊」を名乗り、「お金を大事にしてくれるから嬉しくて話に来た」という話があるが、文学博士・阿部正路はこれを座敷童子の祖型ではないかと考察している。

## 戦後の伝承
東北地方の人々にとって、座敷童子は決して戦後の伝承ではなく、明治以降、昭和以降になっても座敷童子の話は語られている。柳田國男の著書『妖怪談義』によれば、1910年（明治43年）7月頃、陸中上閉伊郡土淵村（現・岩手県遠野市）の小学校に座敷童子が現れ、1年生の児童にだけ見え、年長の生徒や大人たちの目には見えなかったという。
昭和・平成以降も営業し続けている、岩手県の金田一温泉「緑風荘」、盛岡市天神町の「菅原別館」、遠野市附馬牛町大出の「わらべ」などの旅館は、座敷童子のいる宿として知られ、宿泊客が座敷童子を見た、足音を聞いた、体を触られた、といった話がある（緑風荘については内部リンク先を参照）。ただし、一般的な座敷わらし伝承とは異なり緑風荘では病死した先祖が守り神となったと位置づけている。
「わらべ」の近くには、1200年以上前に開山された早池峰（はやちね）神社があり、ここでは「わらべ」創業当時から座敷童子の祈願祭が行なわれているため、神社の座敷童子が「わらべ」に来ている、などともいわれている。なお「わらべ」は2018年春に廃業した。
「菅原別館」の座敷童子は、もとは江戸時代に女将の実家で火災から家を守護していた火の神であり、女将が同館に嫁入りする際に実家からついて来たという。同館には、宿泊客が結婚や仕事で成功したといった体験談も寄せられている。
また岩手の緑風荘の座敷童子がテレビで有名になると、座敷童子が存在しなかったはずの青森や秋田、宮城、山形の隣県が座敷童子が出る宿として便乗し始めた。

## 日本各地の類話
座敷童子に類するものに、遠州門谷村（現・愛知県新城市門谷）の「座敷坊主」、徳島の「アカシャグマ」がある。四国金毘羅宮の、奥の院周辺の家には、夜になると仏壇の中から「アカシャグマ」が出てきたという。アカシャグマとは、赤く染めたクマの毛のことで、これを被った小さな子供のようなものが、家の持ち主の老婆を毎晩くすぐったという。
山梨県の旧東八代郡には倉の中に「お倉坊主（おくらぼうず）」がいるといって、座敷童子の一種と考えられている 。
石川県の「マクラガエシ」は、ある家の座敷に寝ると、特に二本差しや髭を立て洋服を着て高慢な顔をしたものが泊まると隣室に引き出すという。
香川県大川郡白鳥町（現・東かがわ市）に伝わる座敷童子は童女姿で、髪の毛がショボショボに垂れていることから「オショボ」と呼ばれ、家の者には見えないとも、家の者のみに見えるともいう。
ほかにも、人家で寝ている者を襲うといわれる「アイヌカイセイ」、人家で寝ている者に悪戯を働く「アカガンター」といった妖怪を、座敷童子と同様のものとする解釈もある。
民俗学者・折口信夫はオクナイサマ、座敷坊主、アカシャグマ、沖縄のキジムナー、壱岐のガアタロなどの例を引いて、外の土地のある家のために働きに来る忠実な精霊がいて、いなくなると家が衰えると言う型の話と見た。そして座敷童子が庭に降りない点に注目し、かつての芸能が庭・座敷・舞台とに分けられていたことと関連づけて考えている。

## その他
また、神経学の観点から、レビー小体型認知症による幻覚と座敷わらしの類似性を指摘する論文もある。